# 高熲
高熲（6世纪—607年8月27日），字昭玄，一名敏，渤海郡蓨县（今河北景县）人，其父高宾为独孤信赐姓独孤氏，因此又称独孤颎，为隋朝宰相执政近20年，其子是杨勇的女婿，后因反对废太子杨勇并得罪独孤皇后，遭隋文帝猜忌，被免官为民，不久后又免去齐国公爵位。隋炀帝时，被起用为太常卿。大业三年，见炀帝奢靡，甚为忧虑，有所议论，为人告发，与贺若弼同时被杀害。诸子遭到流放。

## 生平

### 早年經歷
高颎的父亲高賓曾被大司马独孤信引荐担任属官，赐姓独孤氏。独孤信被诛杀后，他的妻子儿女被迁徙到川蜀。独孤伽罗因为高宾是父亲的故吏，经常来往高宾家中。楊堅為北周靜帝大丞相時，知高熲強明，知兵事，多計謀，任相府司錄。相州总管尉遲迥起兵反叛，其子尉遲惇率軍十萬進抵武德（今河南武陟東南），在沁水東岸布陣二十餘里，上柱國韋孝寬、王誼與之對戰，高熲請將兵平叛，自願前往監軍，命人在沁水上架橋，大破尉遲迥軍。以功封柱國，封義寧縣公，升相府司馬。楊堅稱帝後，任尚書左僕射兼納言。

### 隋滅陳之戰
開皇八年（588年）隋朝以晉王楊廣為元帥伐陳朝，高熲任元帥長史，指揮全軍一舉滅陳，高熲先入建康城，入宮，見其臣下所啟軍事，猶在張麗華床下，尚未啟封也。攻下建康後，斬貴妃張麗華，完成南北統一，功封齊國公。在平陳之役及其後的善後工作裡，晉王與楊素合作無間， 而高熲監斬張麗華以及縱容韓擒虎、賀若弼二將爭功來暗抑楊廣滅陳之功，都遭到楊廣忌恨。 
在滅陳班師回朝後，因朝中有人多次中傷高熲擁兵在外，楊堅跟高熲說：「你攻下陳國後，很多人都說你會造反，我已經處斬他們了。所謂的君臣道路相同，絕不是蒼蠅可以離間的。」隋文帝對酬勞滅陳諸將之功也各有獎賞。進楊素爵為越國公，進賀若弼爵宋國公，並賜陳叔寶妹為妾。賀若弼與韓擒虎爭功於文帝前，隋文帝稱二將俱為上勛，進韓擒虎位上柱國。加高熲上柱國，進爵齊國公。高熲讓功於賀若弼，文帝稱善。賜高熲知道功高震主，因此想退下職位，但楊堅詔令褒獎而不允許。

### 明君良臣
在隋文帝受禪後，拜高熲尚書左僕射，兼納言，進封渤海郡公，一朝內無臣能與之相比，高熲深知功高震主，因此呈請遜位，禮讓給蘇威。皇上想要成全他，所以解除他僕射的職位。幾天後，皇上說：「蘇威在北周時隱居於世，你竟能夠推舉他出來。我聽說推舉賢才的要受皇帝賞賜，怎麼可以讓你辭去官位呢！」於是下令要高熲復位。不久拜他為左衛大將軍。當時突厥為患，詔令高熲去鎮壓，順利完成任務返還。當他擔任新都大監時，很多的制度都出自於高熲的策劃。 
高熲喜歡在北槐樹下處理政事，而那顆樹並沒有生長在應當的點位上，因此相關的單位要砍掉它。皇上知道了特別指示不要砍伐，要留著這顆樹以示後人。楊堅對他十分敬重，又拜他為左領軍大將軍，其他官位如故。高熲的媽媽憂心他離職，請他趕快去工作。高熲涕淚縱橫的對楊堅一再辭讓，但楊堅詔令褒獎而不允許。

### 輸籍定樣
在平定陳國後，高熲觀察到因為戰火連綿，有很多人沒有進入政府的戶籍系統，造成稅賦收不到、地方豪強日益強盛種種問題。因此高熲上奏呈請「輸籍定樣」，在每年的正月五日，請縣令為各戶做定樣，依照定樣的結果來做賦稅的程度、勞動役的負擔。由於是依照比例來做負擔，因此人民需承擔的稅賦與勞動是適當的。用了這個方法之後，原本依附在地方豪強的農民都投歸官署、回到正規的繳稅體系與兵役系統。
《通典》：高熲設輕稅之法，浮客悉自歸於編戶。隋代之盛，實由於斯。 

### 因事疏遠
在儲君廢立問題上，高熲支持房陵王楊勇反對立晉王楊廣為太子;由於高熲的儿子高表仁是太子楊勇的女婿，且高熲與支持晉王楊廣的權臣楊素不和。獨孤皇后見朝士及諸王有妾孕者，必勸上斥之，而高熲夫人喪，獨孤皇后向楊堅建言，為高熲娶新婦，高熲以年老不好色婉拒，不久高熲妾室生子，獨孤皇后以為高熲欺瞞。因而楊堅在聽信獨孤皇后的讒言，認爲是高熲在爲私利，被文帝疏忌失權（被属下揭发其子高表仁比擬作司马懿），原本楊廣就對高熲擅自將張麗華斬首之事懷恨在心，視為眼中釘，肉中刺，必欲除之而後快。這次廢太子之事，更讓楊廣對高熲恨之入骨。開皇十九年（599年）免官，不久齐国公的爵位也被废掉。資治通鑑記載，在被立为太子之後的第三年，皇后獨孤氏驾崩。太子杨廣在皇帝及宫人面前悲痛欲絕，好像活不下去的樣子。背地里却飲食言笑如常。每天他表面上只吃素米，實際上却偷偷命人取鮮肉肥魚放在竹筒中，以蜡封口，裹在衣服裡送进来。

### 失言被殺
隋炀帝时，被起用为太常卿。大業三年（607年）煬帝至榆林（今內蒙古托克托西南），為了招待突厥來使，煬帝下令宇文愷製作下面可容3000人的帳蓬，立於城東，高熲等老臣對煬帝的奢侈，甚为忧虑，有所非議，高熲跟太常丞李懿說：“周天元以好樂而亡，殷鑒不遠，安可復爾！”高熲覺得煬帝給突厥人賞賜過份，跟太府卿何稠說：“此虜頗知中國虛實，山川險易，恐為後患。”
禮部尚書宇文弼私下跟高熲說：“天元之侈，以今方之，不亦甚乎？”“長城之役，幸非急務。”為人告發，與宇文弼、賀若弼同時被殺。高熲諸子遭到流放，宇文弼妻子官位被沒收淪為奴婢。這件事也牽連到蘇威，蘇威也被免去官職。

## 家族

### 曾祖父
- 高暠，北魏安定郡太守、衛尉卿

### 祖父
- 高季安，一作孝安，北魏抚军将军、兗州刺史

### 父母
- 高賓，北周使持节、骠骑大将军、开府仪同三司、鄀州诸军事、鄀州刺史、治襄州总管府司录、武阳简公
- 杨季姜，封齐国太夫人[5]

### 夫人
- 贺拔氏

### 子女
- 高盛道
- 高弘德
- 高表仁
- 高氏，嫁职方侍郎唐弘，生唐朝潮州刺史唐临[6]

## 評價
- 魏徵，“熲有文武大略，明达事务。”“当朝执政近二十年，朝野推服，物无异议，治致升平，熲之力也。论者以为真宰相。及其被诛，天下莫不伤惜，至今称冤不已。”
- 唐朝《通典》給高熲相當高的評價，稱之為唐朝之前的六位輔國的偉大賢人：「周之興也得太公，齊之霸也得管仲，魏之富也得李悝，秦之強也得商鞅，後周有蘇綽，隋氏有高熲。此六賢者，上以成王業，興霸圖，次以富國強兵，立事可法。」「先敷其信，後行其令，烝庶懷惠，姦無所容。隋氏資儲遍於天下，人俗康阜，熲之力焉。功規蕭、葛，道亞伊、呂，近代以來未之有也。」
- 《北史》評價高熲是真宰相，竭盡忠誠為隋朝，為政二十年奇策良謀無數，被殺後天下惋惜：“熲有文武大略，明達政務。及蒙任寄之後，竭誠盡節，進引貞良，發天下為己任。蘇威、楊素、賀若弼、韓禽等皆熲所薦，各盡其用，為一代名臣。自余立功立事者，不可勝數。當朝執政將二十年，朝野推服，物無異議，時致升平，熲之力也。論者以為真宰相。及誅，天下入不傷惜，至今稱冤不已。所有奇策良謀及損益時政，熲皆削稿，代無知者。”[7]
- 《資治通鑑》評價高熲文武上的策略均擅、以天下為己任，一時隋朝大興：“熲有文武大略，明達世務，自蒙寄任，竭誠盡節，進引貞良，以天下為己任；蘇威、楊素、賀若弼、韓擒虎皆熲所推薦，自餘立功立事者不可勝數；當朝執政將二十年，朝野推服，物無異議，海內富庶，熲之力也。及死，天下莫不傷之。”[4]

## 外部連結
[在维基数据编辑]
 《北史·卷072》，出自李延壽《北史》
 《隋書·卷41》，出自魏徵《隋书》

| 新頭銜 | 隋朝尚书左仆射 581年—599年 | 繼任： 杨素 |